# Río Oredezh
El Oredezh (en ruso: О́редеж) es un río en los distritos de Volosovsky, Gatchinsky y Luzhsky en la parte suroeste del óblast de Leningrado, Rusia, un afluente derecho del Luga. La longitud del río es de 192 km, mientras que el área de su cuenca de drenaje es de 3220 km². El principal afluente del Oredezh es el Suyda (izquierda). En 1948 se construyó una cascada de plantas hidroeléctricas en el curso superior del río.
El nacimiento del Oredezh se encuentra en el lago Kyurlevsky Karyer, en la parte oriental del distrito de Volosovsky. El río fluye hacia el sur y cruza el distrito de Gatchinsky. Aguas arriba del asentamiento de Batovo gira hacia el este y fluye a través de los asentamientos de tipo urbano Siversky y Vyritsa. En el límite oriental de Vyritsa gira bruscamente hacia el sur y acepta el Suyda por la izquierda. Además, atraviesa el distrito de Luzhsky y junto al selo de Milodezh gira hacia el oeste. La desembocadura del Oredezh se encuentra en el selo de Ploskoye.
La cuenca del Oredezh incluye la parte sur del distrito de Gatchinsky y la parte oriental del distrito de Luzhsky, así como zonas menores en el este del distrito de Volosovsky y en el suroeste del distrito de Tosnensky. En la cuenca del Oredezh se encuentran los asentamientos de tipo urbano de Siversky, Vyritsa y Druzhnaya Gorka. Una parte de Mshinskoye Boloto Zakaznik se encuentra en la cuenca del Oredezh, al oeste del curso del río.